# Хотел Ласта
Хотел Ласта се налази у Љубовији у непосредној близини реке Дрине, поред магистралног пута Шабац-Ужице.
Хотел је смештен у грађевини модерног архитектонског стила у којем доминирају стаклене површине. Поседује 18 комфорних соба (једнокреветне, двокреветне и трокреветне) са укупно 52 лежаја и ресторана са 100 места. На плацу од 30 ари, који се спушта до обале реке Дрине, налазе се две терасе, уклопљене у архитектуру зграде и два отворена базена, за одрасле и децу, који су на располагању гостима у току летње сезоне.
У плану су проширења смештаја изградњом депаданса или бунгалова и терасе изнат тока реке.